# 胡志明在中华民国被扣事件
胡志明在中华民国被扣事件是指1942年胡志明被中华民国国民政府扣押后经中国共产党领导人周恩来营救出狱的事件。胡志明于1944年8月9日被中华民国国民政府释放，一共羁押1年11月零15天。

## 事件

### 背景
1941年5月10日，印度支那共產黨中央第八次会议，选举出了长征担任总书记，胡志明担任副总书记的印支共中央委员会，同时提出“反对帝国主义战争”和“民族解放”口号，革命根据地设立在法属印度支那高平省河广州北坡村（今属高平省河广县长河社）。
当时，越南尚是法国殖民地和大日本帝国殖民地，长征、胡志明等越共党员主要是在中华民国广西省开展武装斗争夺取政权。
中国共产党一面抗日一面建立革命根据地分割中国国民党的统治区，同时还援助长征、胡志明等越共在中华民国的武装斗争，支持胡志明建立了从广西省靖西县、那坡县到法属印度支那北坡的交通线。
越共第八次会议后，胡志明决定亲自拜见周恩来，请求更大规模的支援。
胡志明之所以得到中国共产党的支援，是因为1922年胡志明在法国巴黎期间结交了当时的勤工俭学青年周恩来、王若飞、赵世炎等日后的中共领导人。
1925年到1927年，胡志明（当时名叫阮爱国）在中华民国广东省广州市成立“越南青年革命同志会”、“特别政治训练班”，周恩来时任广东区委常委、黄埔军校政治部主任，凭借他和周恩来的亲密关系，他把大批流亡中华民国的越共分子派到黄埔军校接受先进的政治、军事教育，也为他日后夺取政权奠定了人才基础。

### 经过
1942年，越盟尚未能同国际反軸心國阵营中的任何国家建立联系。1942年8月中旬，阮爱国离开越北高平省游击根据地，秘密来到中国，使用了一个新的化名―胡志明。1942年8月23日，越共中央委员黎广波带领胡志明从法属印度支那北坡进入中华民国广西省靖西县。1942年8月25日，胡志明来到广西靖西县巴蒙圩，先在农民徐伟三家住了3天。8月27日，由农民杨涛带路前行。当走到德保县足荣乡时，遭到国民党乡公所乡警的盘查。乡警发现胡志明除持有“国际反侵略运动大会越南分会”的证件上面写着：“兹有胡志明晋谒中华民国政府，沿途给予协助，不得留难。落款：国际反侵略协会越南分会。”还携有“中国青年新闻记者学会”会员证和国民党政府第四战区司令长官部的军用通行证。但所有的证件均已过期失效，乡警认定胡志明身份复杂，有重大共产分子嫌疑，遂将他拘留。8月29日，胡志明由德保县城被押解到靖西县城。靖西当局认为，胡志明既是越南人，却持有中国方面的多种证件，显系重要嫌疑犯，便决定将他送交广西最高军政机关――“国民政府军事委员会桂林办公厅”审查。胡志明写信求见靖西县长，因为他曾在桂林同这位县长见过面，但县长拒绝同他见面。胡志明又给国民党高级官员写信，也未有回音。在靖西监狱，一个名叫王锡机的中国农民，曾到监狱探视胡志明。胡志明通过王锡机给越南国内写信，报告了他被捕坐牢的消息。胡志明在进入德保县之前，黎广波曾提出掉包计，和胡志明交换身份证明，但是胡志明拒绝了，他说：“我会法语、英语、汉语，周旋起来方便。记住，万一我被捕，你们一定要及时报告越共中央委员会，尽快把消息告诉周恩来。”胡志明遭到逮捕后，黎广波立即返回法属印度支那。印支共产党中央得到胡志明被捕的消息后，立即以“国际反侵略协会越南分会”的名义在根据地广西省靖西县发了一份电报给立法院长孙科，孙科并没有注意这件小事。同时，印支共产党中央又通知中国共产党，请求中共出面营救。
在靖西过了一个半月，当局又把胡志明押解到另一个地方。每隔几周，当局便给胡志明更换一个监狱。每次转移，都给他戴上手铐和枷锁，并有5名武装士兵押解。往往是清晨上路，傍晚才能到达另一个监狱，有时甚至要走两三天。牢房里，同吸毒和患有性病的各种犯人混杂在一起，挤满了人的牢房甚至会连躺下的地方都没有。胡志明有时只好坐在马桶上，如有犯人大小便，还要起身给他们“让座”。早晨起来，第一件要办的事情就是倒马桶。有一次，胡志明一觉醒来，发现身旁的一个犯人已经死去了。牢房里最令人痛苦难熬的是疥疮和虱子、臭虫，到晚上还有蚊子。犯人们把虱子叫“战车”，把臭虫叫“坦克”，把蚊子叫“飞机”。在这种环境下度日，胡志明浑身长满了疥疮，而且骨瘦如柴，头发也脱落了许多。从1942年8月29日起，胡志明先后被囚禁在广西靖西、田东、隆安、天等、邕宁、南宁、武鸣、宾阳、来宾、柳州等处13所监狱。至1942年12月10日到达桂林。不久，又被押往柳州，交第四战区司令长官部政治部审查。
12月6日，周恩来得知胡志明被逮捕的消息。周恩来找到立法院长孙科，要求无条件放人。孙科把此事报告给国民党中央执行委员会秘书长吴铁城，吴铁城发电报给广西省政府，要求“查明释放”。
胡志明此时已经落入柳州第四战区张发奎手里，张发奎根本不予理会。
不得已，周恩来建议印支共产党中央给苏联驻重庆塔斯社发电文，寻求国际舆论的支持，社长赫尼古把这则新闻发出去，传遍了全世界。
英国驻重庆代表尼古芬打电话给中华民国元首蒋中正：“中国的抗战迟迟没有结束，一个重要的原因就是得不到全世界爱好和平人士的支持，包括物资援助，你们连反战联盟的人都有逮捕，你们到底要帮助谁？”蒋中正回复：“调查此事”。
蒋中正调查得知胡志明原来是印支共产党时，打电话给李宗仁，要求暂时不要释放胡志明，因为一旦纵虎归山，中国国民党日后将腹背受敌。
蒋中正派遣國民黨中統局特务汪奉明到监狱打探虚实，汪奉明问胡志明，“来广西干什么？”，胡志明回答：“我是国际反侵略协会成员，受委托来贵国了解抗战情况，寻求支援”，汪奉明反问：“不对吧，老实交代，是来找共产党的吧？”，胡志明回答：“刚一过境就被你们抓了，我谁也没接触过”，汪奉明又问：“你是不是打算与中国共产党在边境建立什么基地？”胡志明回答：“前面我已经说了，过境我没接触过任何人，不过我们越南共产党愿意同任何国家反对侵略者的组织党派结盟，难道你们也反对？”汪奉明没有得到他要的结果。
周恩来见情况不对劲，就去重庆苏联顾问团驻地，请求诺鲁加出面营救胡志明。此时，为了团结一致对抗軸心國，苏联同美国结成了世界反法西斯同盟，中华民国作为同盟国，对苏联的意见不得不有所重视，蒋中正接见诺鲁加后，答应释放胡志明，但是仍然不落实。
周恩来又来到冯玉祥将军家里，搞公关，希望在军队里和政界有影响力的冯玉祥出面营救，冯玉祥没有意识到胡志明并非对中华民国国民政府的友好力量，便决心解救胡志明。
冯玉祥坐专机到广西省，到广西最高军事机关国民政府军事委员会主席李宗仁的办公室，提出“一起去重庆见蒋委员长”，李宗仁说：“冯将军，你我是两兄弟，你总得把事情说明白我才跟你走呀。”冯玉祥说：“国际反战联盟的胡志明被贵部关押在广西柳州快2年了，为什么不放人？就算胡志明是共产党，可别人是越南的共产党，你国民党还管别国的共产党吗？你可知道越南是支持我们中国抗战的，如果把抗战的国际友人抓起来，这说明了什么？只能说明我们的抗战是假的。”冯玉祥给李宗仁扣了个“假抗日”的“卖国”帽子，李宗仁怕背负“不抗日”的黑锅，便打电话给蒋中正，蒋中正最后拍板放人。

### 结束
1944年8月9日，胡志明被释放，当天，他就迅速离开了广西省，逃回法属印度支那北坡革命根据地北坡村，是周恩来挽救了他的性命。